# Symphyse xipho-sternale
La symphyse xipho-sternale est la synchondrose qui unit le corps du sternum au processus xiphoïde. Fonctionnellement, c'est une synarthrose.
L'articulation s'ossifie généralement au cours de la quatrième décennie de la vie formant une synostose.